# Bröderna Dalton (seriefigurer)
Bröderna Joe, William, Jack och Averell Dalton är figurer i den tecknade serien om Lucky Luke. De är titelfigurens ärkefiender, alltsedan deras kusiner (verklighetens Dalton-liga) dog i eldstrid mot Luke.

## Personligheter
De fyra Dalton-bröderna är efter Luke och hans häst Jolly Jumper seriens mest återkommande figurer. De är elaka, korkade, och - framför allt - djupt förhärdade brottslingar och rånare. Samtliga i brödraskaran kännetecknas av en påfallande låg intelligensnivå; vid ett rymningstillfälle gjorde de fyra hål i fängelsemuren stället för ett enda.
Joe är kortast och äldst (i det första äventyret var han den yngste), och ligans ledare. Han utmärks av sitt häftiga humör och bär på ett brinnande, på gränsen till maniskt, hat gentemot Luke. Ofta tror både han själv och hans bröder att han är väldigt smart, men i själva verket är han ganska korkad.
Averell är längst och yngst. Han är en av seriens mer utmärkande karaktärer – ett riktigt matvrak, vars stora aptit och påfallande trögtänkthet allt som oftast tenderar att reta gallfeber på Joe. Averell hade med största sannolikhet inte varit kriminell om inte hans bröder hade varit det. Det enda som intresserar honom är egentligen mat. Ofta står han för kommentarer som retar inte bara Joe utan även de andra bröderna. I den första historien var han redan lite dummare än sina bröder men inte än så fullständigt menlös som i senare historier. Han var också den starkaste och en bra boxare.
Mellanbröderna William och Jack är mer eller mindre mellanting av Joe och Averell, med Jack som den lite mindre eftertänksamme. Vanligtvis - men inte helt konsekvent - är det William som är kortare än Jack.
1971, i serien "Bröderna Dalton maskerar sig" (Ma Dalton), dyker Daltonbrödernas mor, kallad Mor Dalton (fr. Ma Dalton), upp. Till det yttre är Mor Dalton en försynt gammal dam, men under ytan är hon familjens stora kriminella geni. Hennes favoritson är Averell, medan hon inte har mycket till övers för Joe.

## Utveckling
I serien "Kusinerna Dalton" (Hors-la-loi, 1951) lät seriens skapare, Morris, Lucky Luke möta de historiska bröderna Dalton. Bob, Grat, Bill och Emmet - till utseendet identiska med de senare figurerna. Bob Dalton var den minste och mest aggressiv, medan de tre andra, inklusive Averells motsvarighet Emmet, var mer neutrala.
"Kusinerna Dalton" slutar med att Dalton-bröderna dör, men fem år senare, när René Goscinny hade tagit över manusförfattandet på serien, dyker fyra kusiner till bröderna Dalton upp - först som bifigurer i "Lucky Luke mot Joss Jamon" (Lucky Luke contre Joss Jamon, 1956-57) varefter de etablerades på allvar i det påföljande äventyret, "Bröderna Daltons första fall" (Les Cousins Dalton, 1957). Drivna av hat gentemot Lucky Luke, som dödade deras kusiner, går de in för att hämnas. De misslyckas dock, och sätts slutligen i fängelse.
Därefter, med jämna mellanrum, lät Goscinny Daltonbröderna rymma ur fängelset, för att på så vis ge upphov till ytterligare serier. I serierna syns Daltonbröderna ofta i sina randiga fångtröjor.